# Biserica de lemn din Poiana Onții

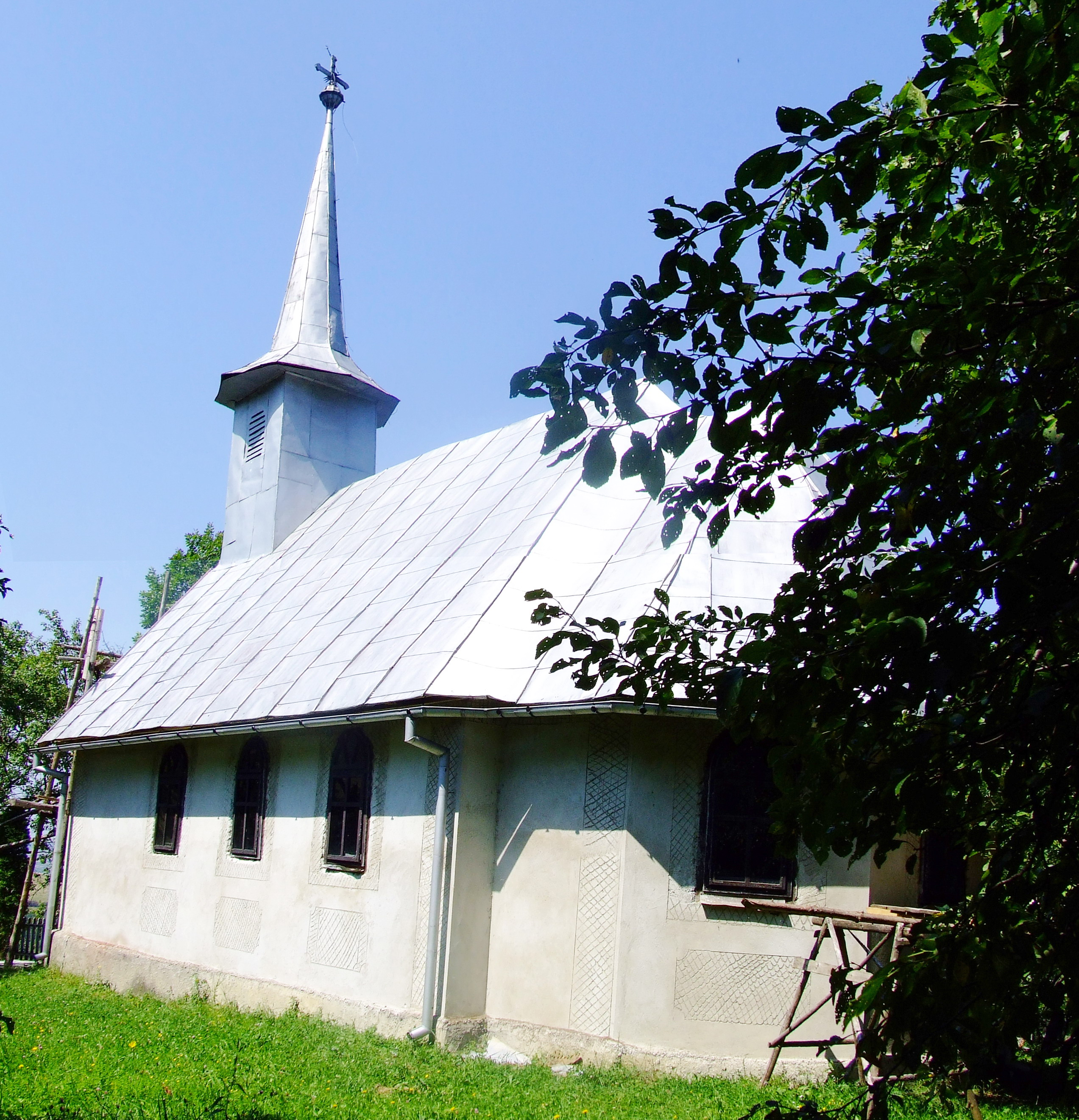
Biserica de lemn din Poiana Onţii, 2008

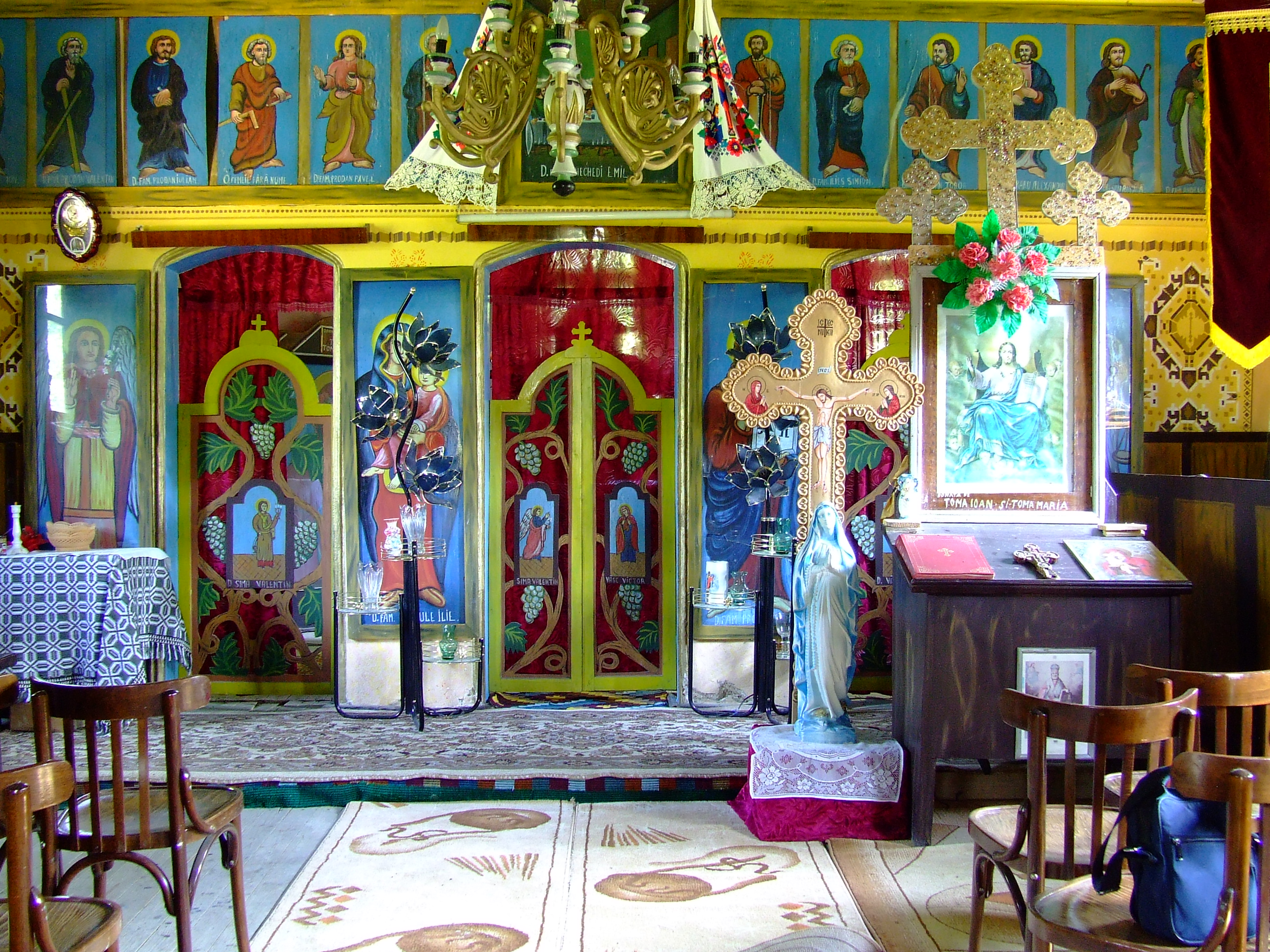
Partea inferioară a iconostasului bisericii din Poiana Onţii, 2008

Biserica de lemn din Poiana Onții se află în localitatea omonimă din județul Sălaj și este datată din anul 1780 având hramul „Sfinții Arhangheli Mihail și Gavriil”. Biserica nu se află pe noua listă a monumentelor istorice.

## Istoric
Biserica, slujea inițial credincioșilor din Valea Hranei, până când aceștia au decis construirea unei noi biserici, mai încăpătoare. Noua biserică de zid din Valea Hranei a fost sfințită de către I.P.S. Iuliu Hossu în anul 1929. .
Peste doar trei ani, în 1932, credincioșii din Valea Hranei renunță la vechea bisericuță, aceasta fiind vândută comunității din Poiana Onții unde o regăsim și în ziua de azi. Modificările aduse, atât în interior cât și în exterior au determinat neincluderea acestei biserici pe lista monumentelor istorice.

## Imagini

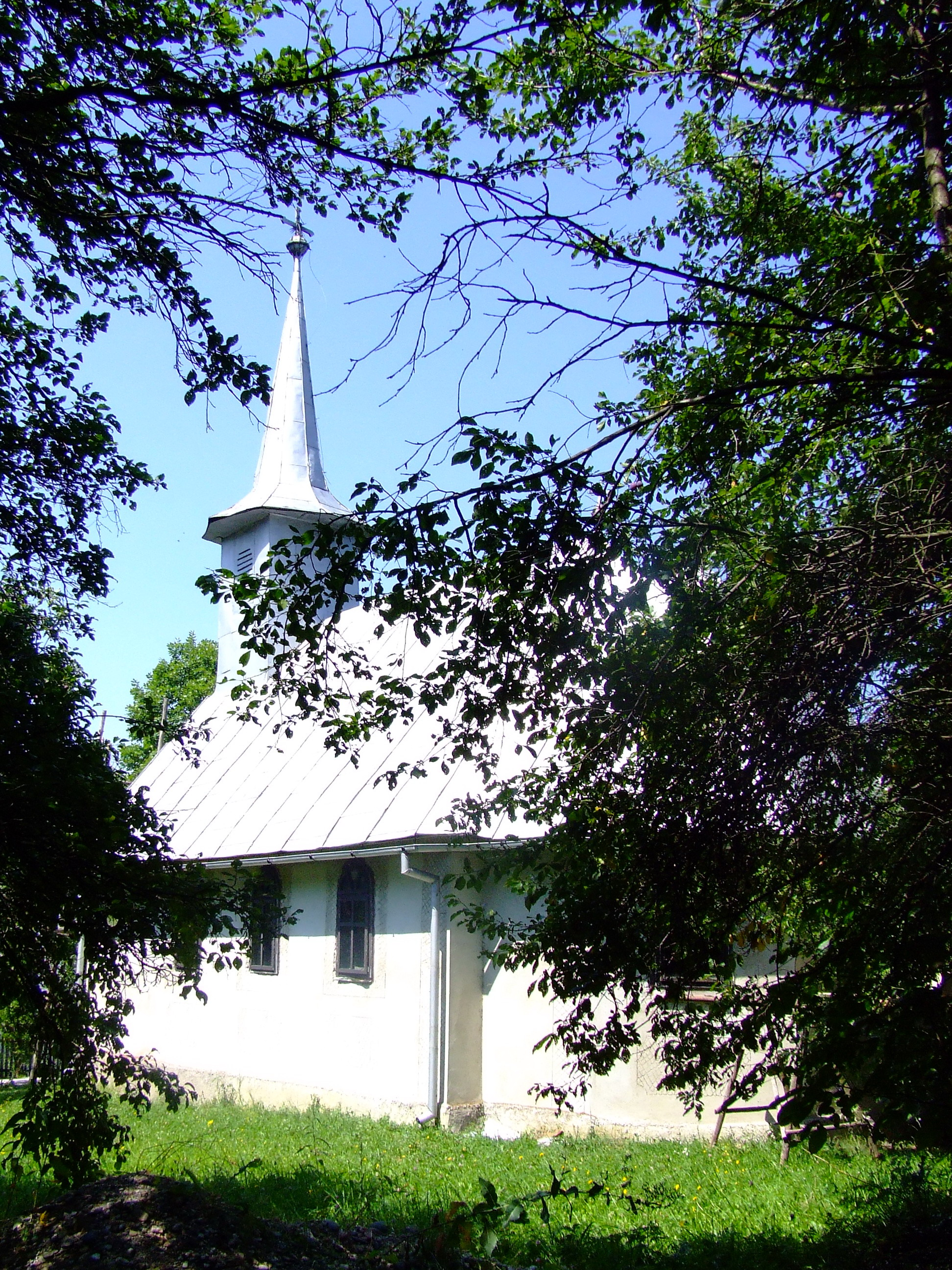
Vedere de ansamblu, printre ramurile copacilor
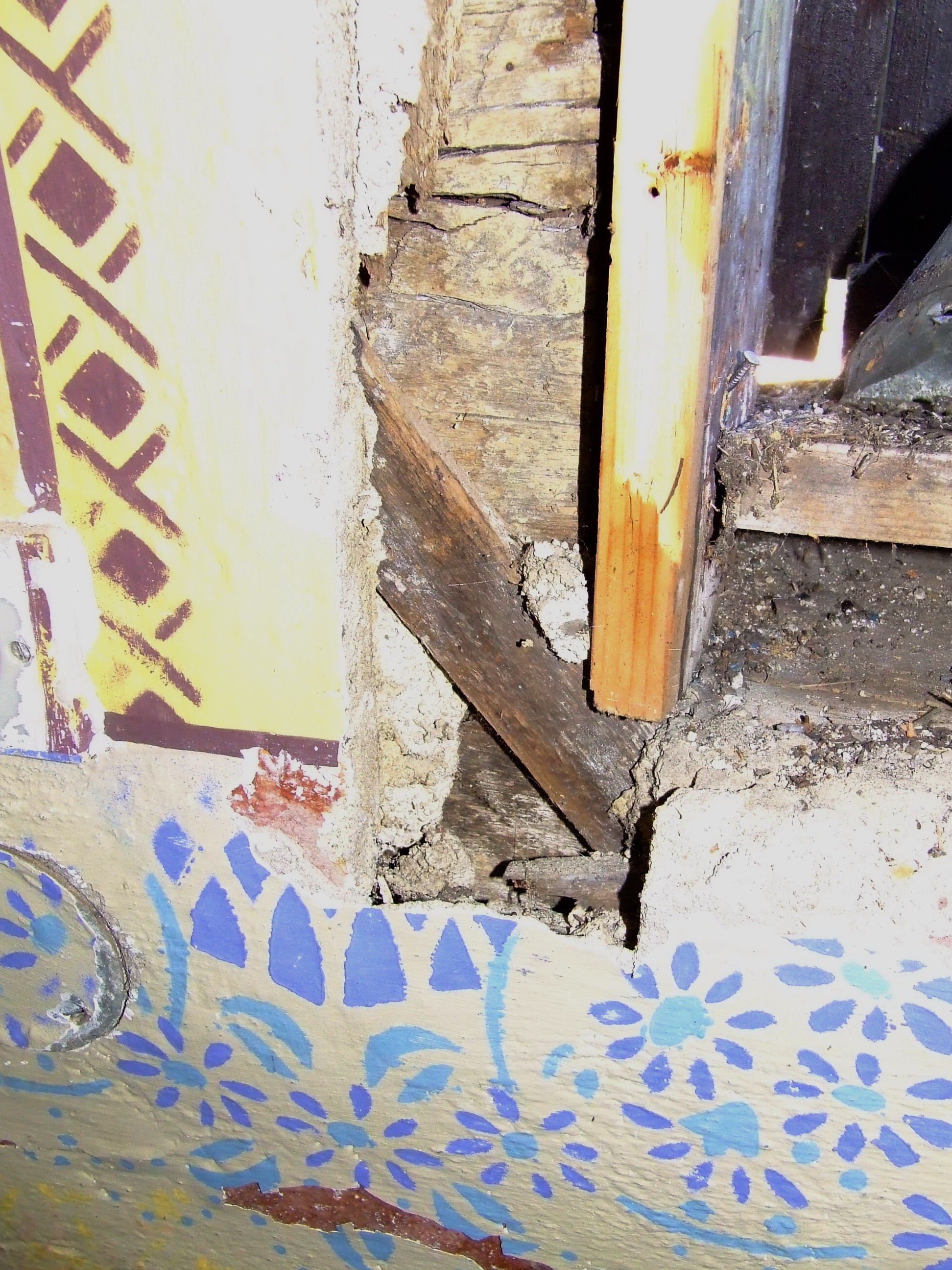
Detaliu 1. Lemnul de sub tencuială
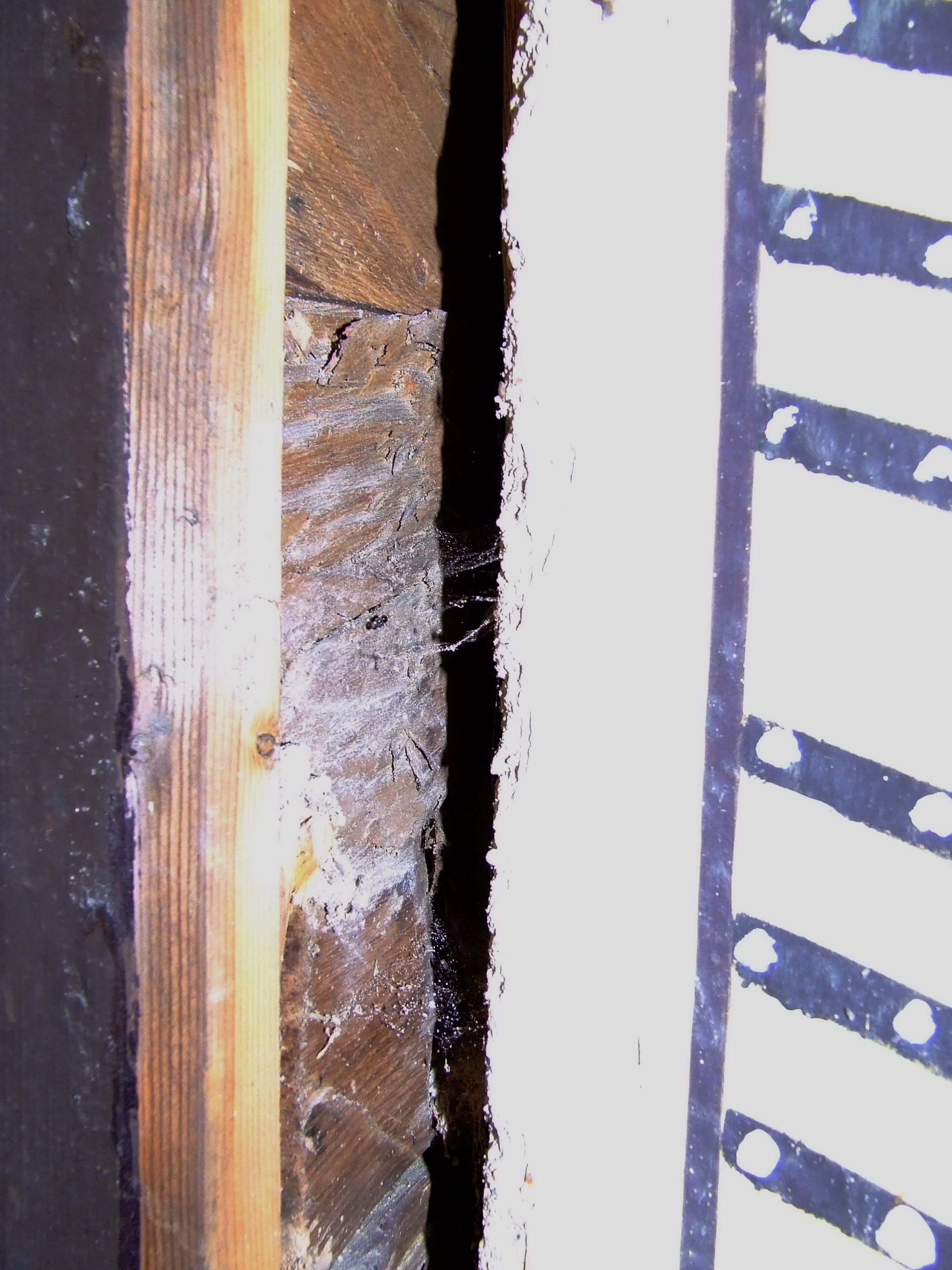
Detaliu 2. Lemnul de sub tencuială
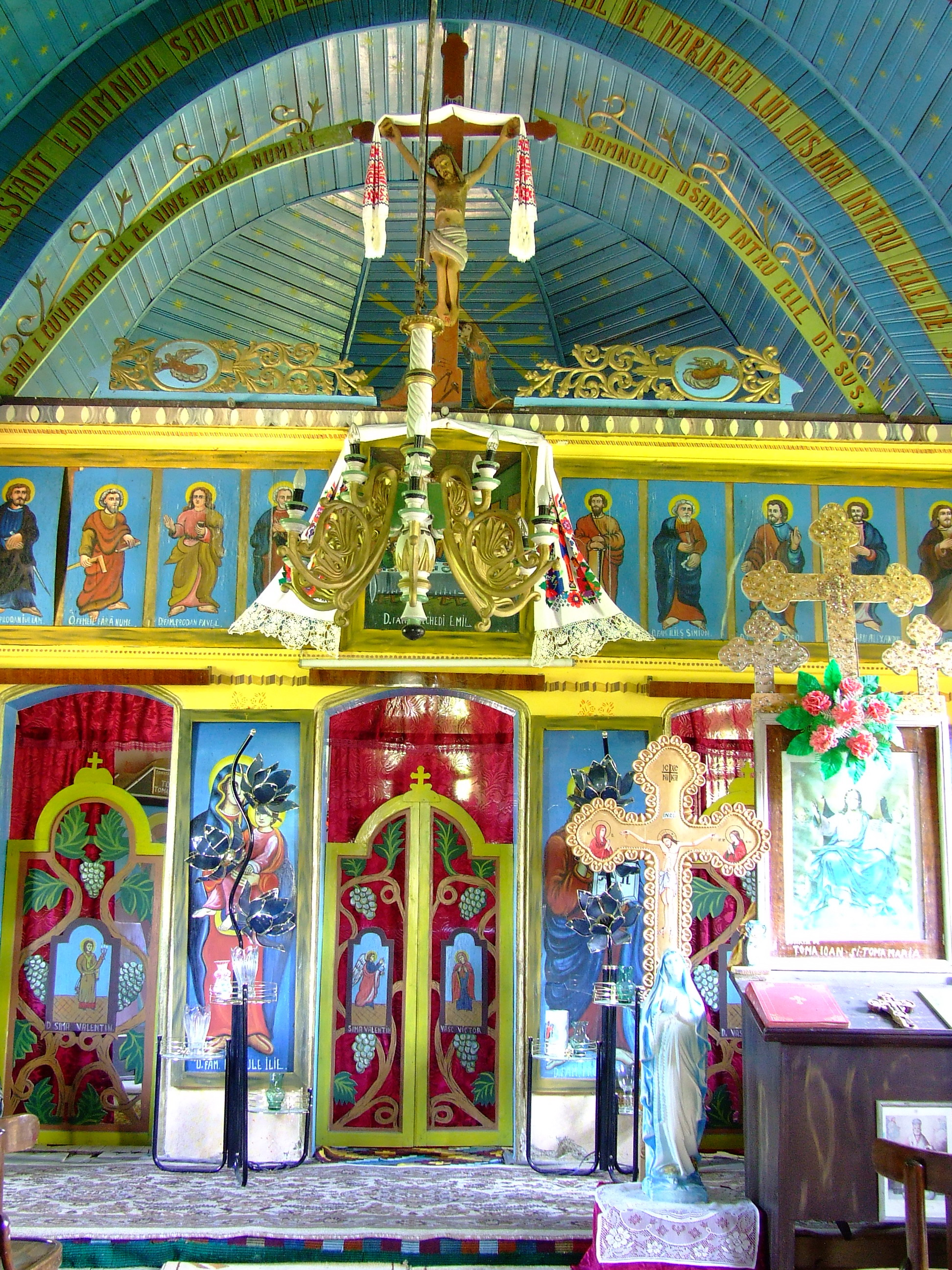
Iconostasul
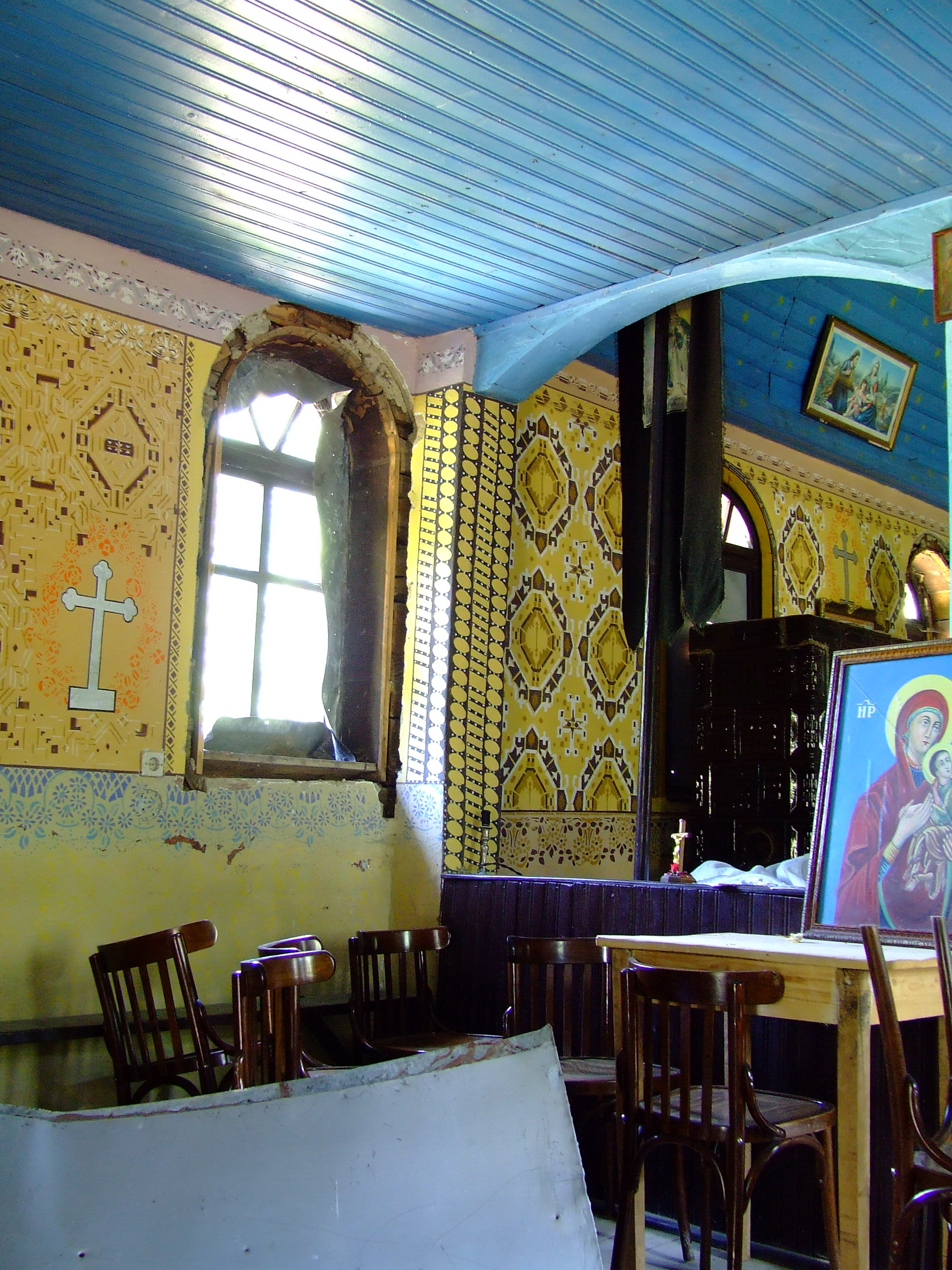
Fereastră, vedere din interior
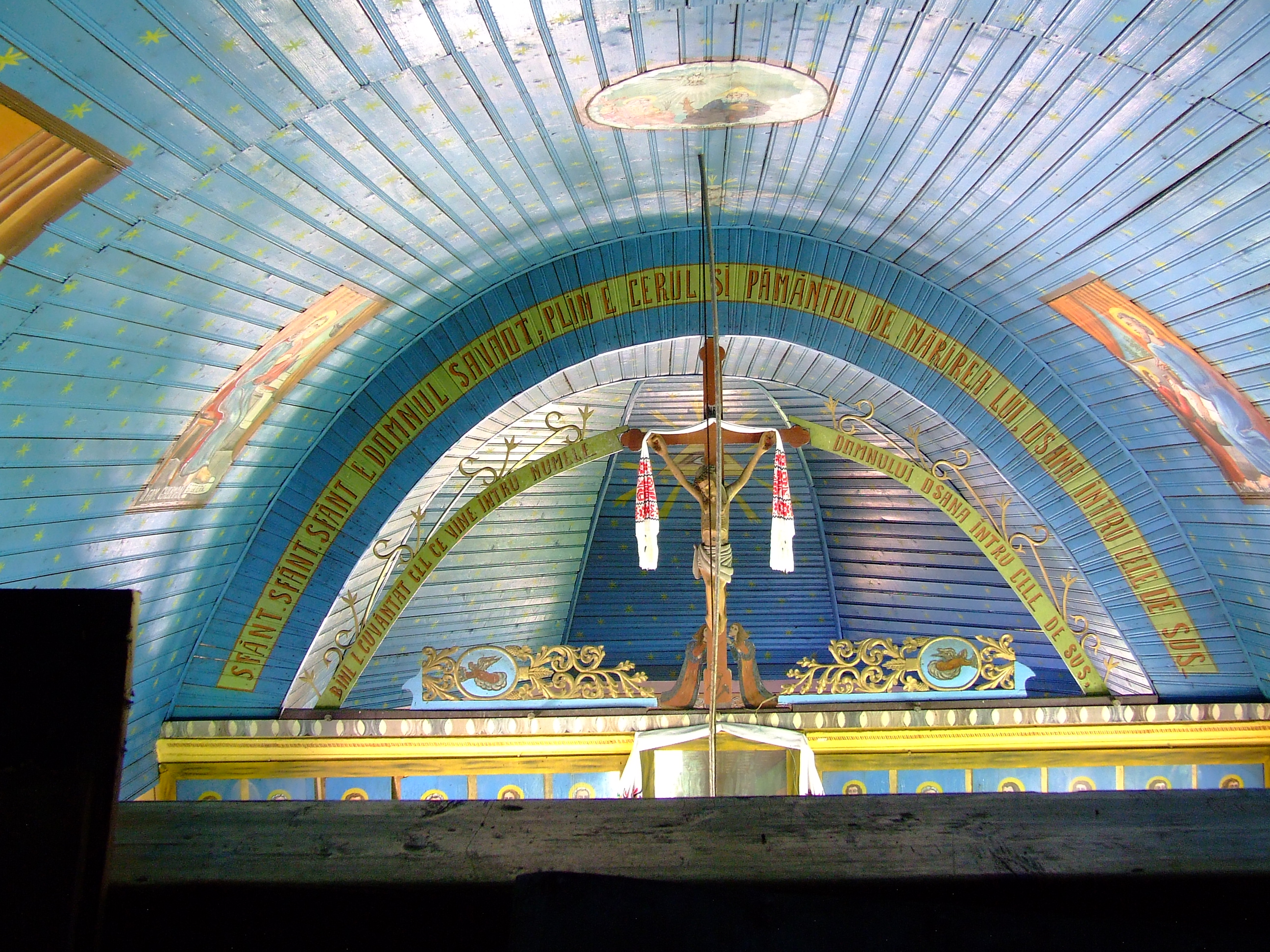
Bolta naosului
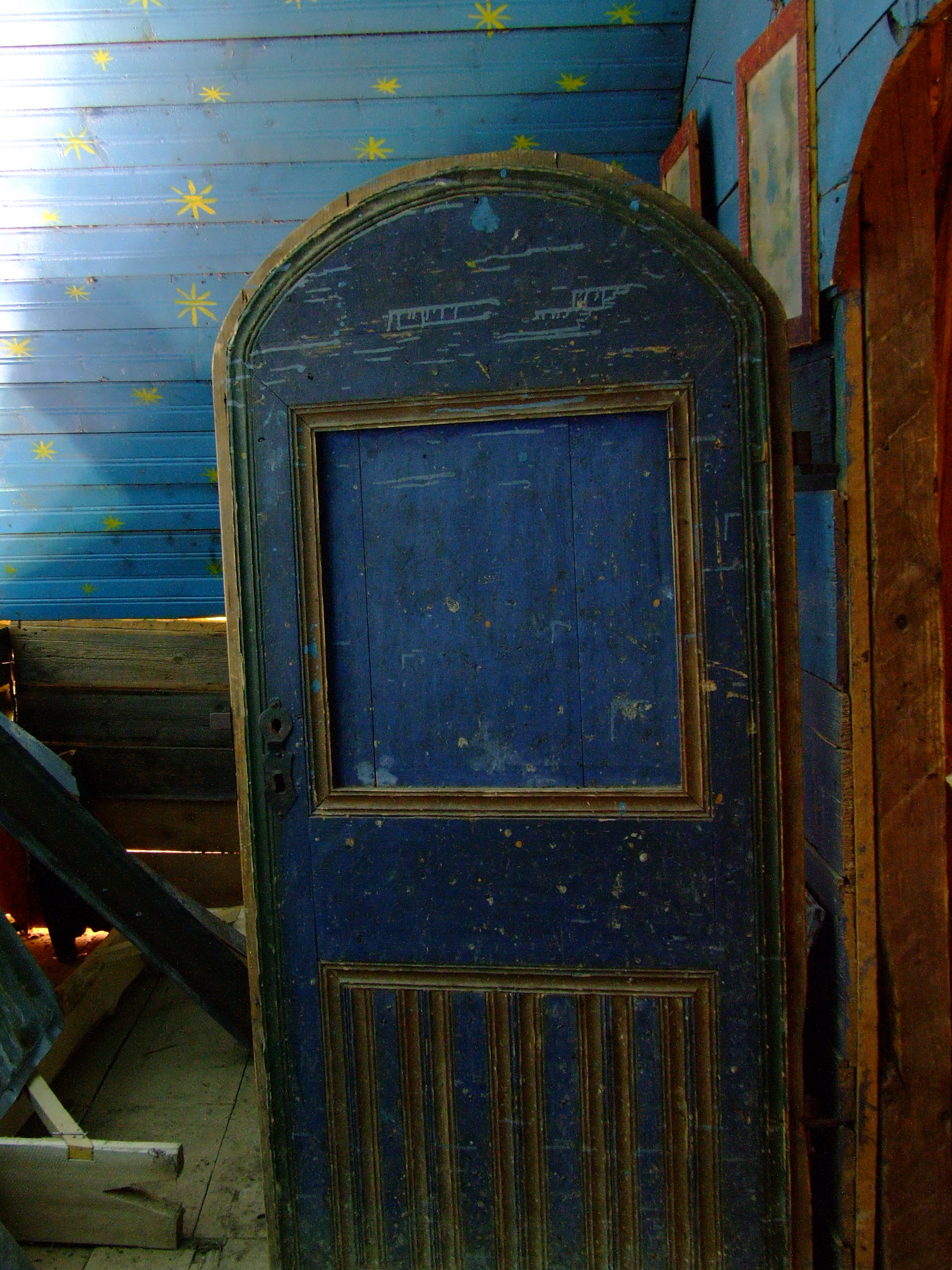
Uşa podului
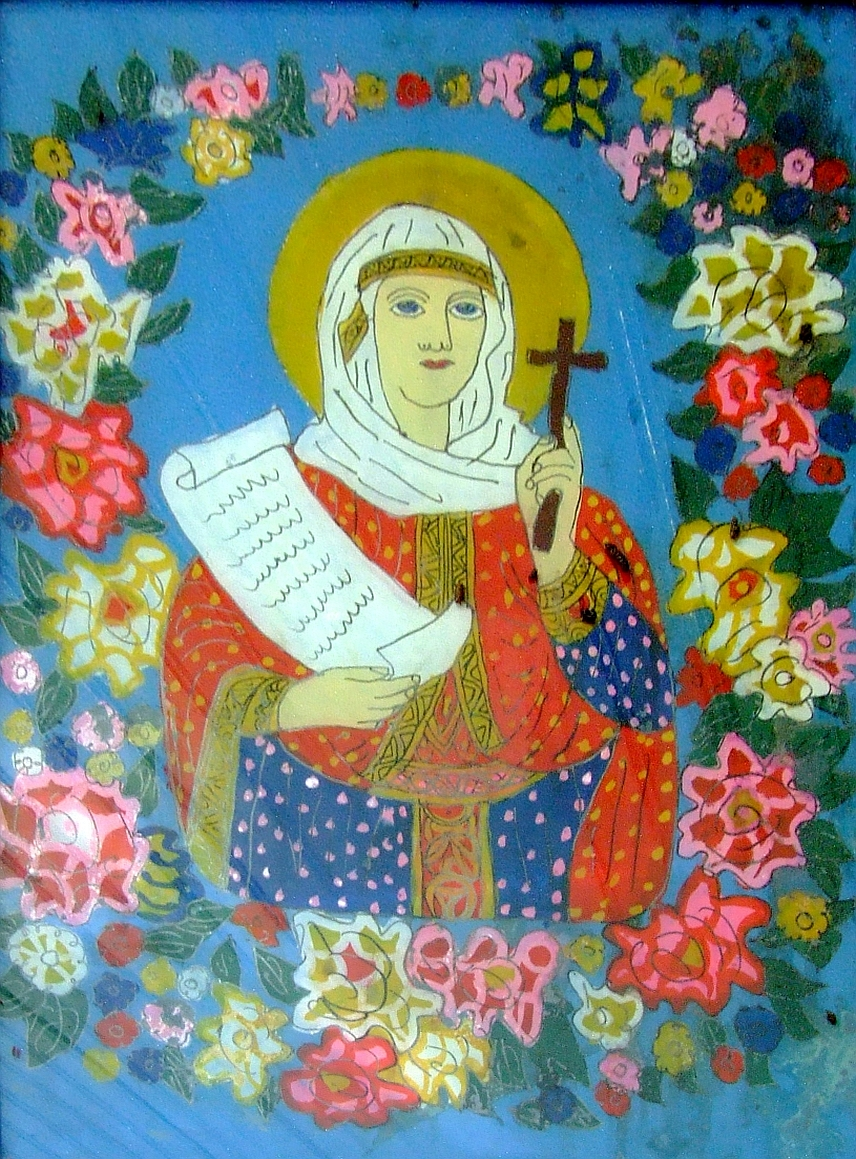
Icoană
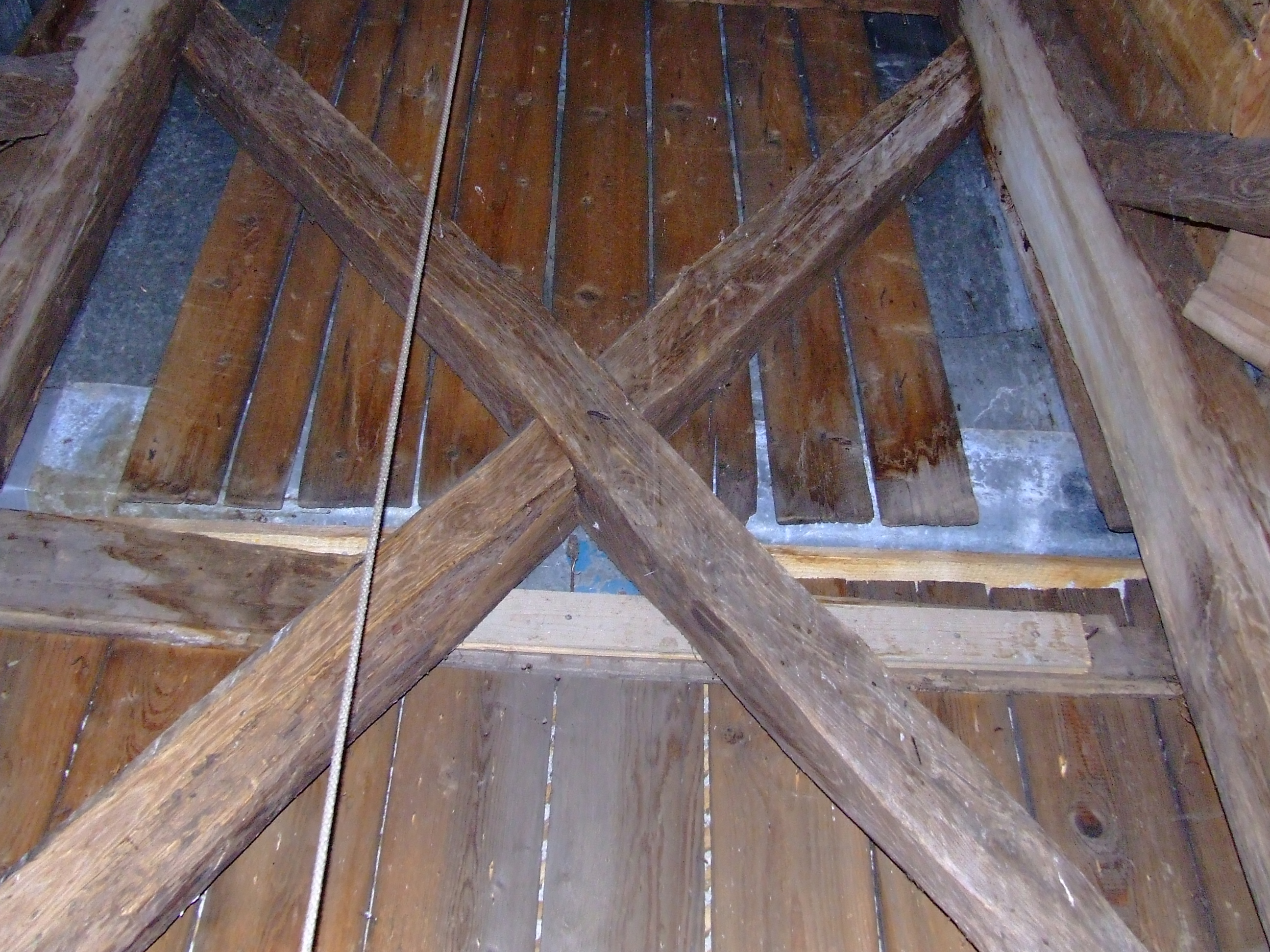
Structura clopotniţei
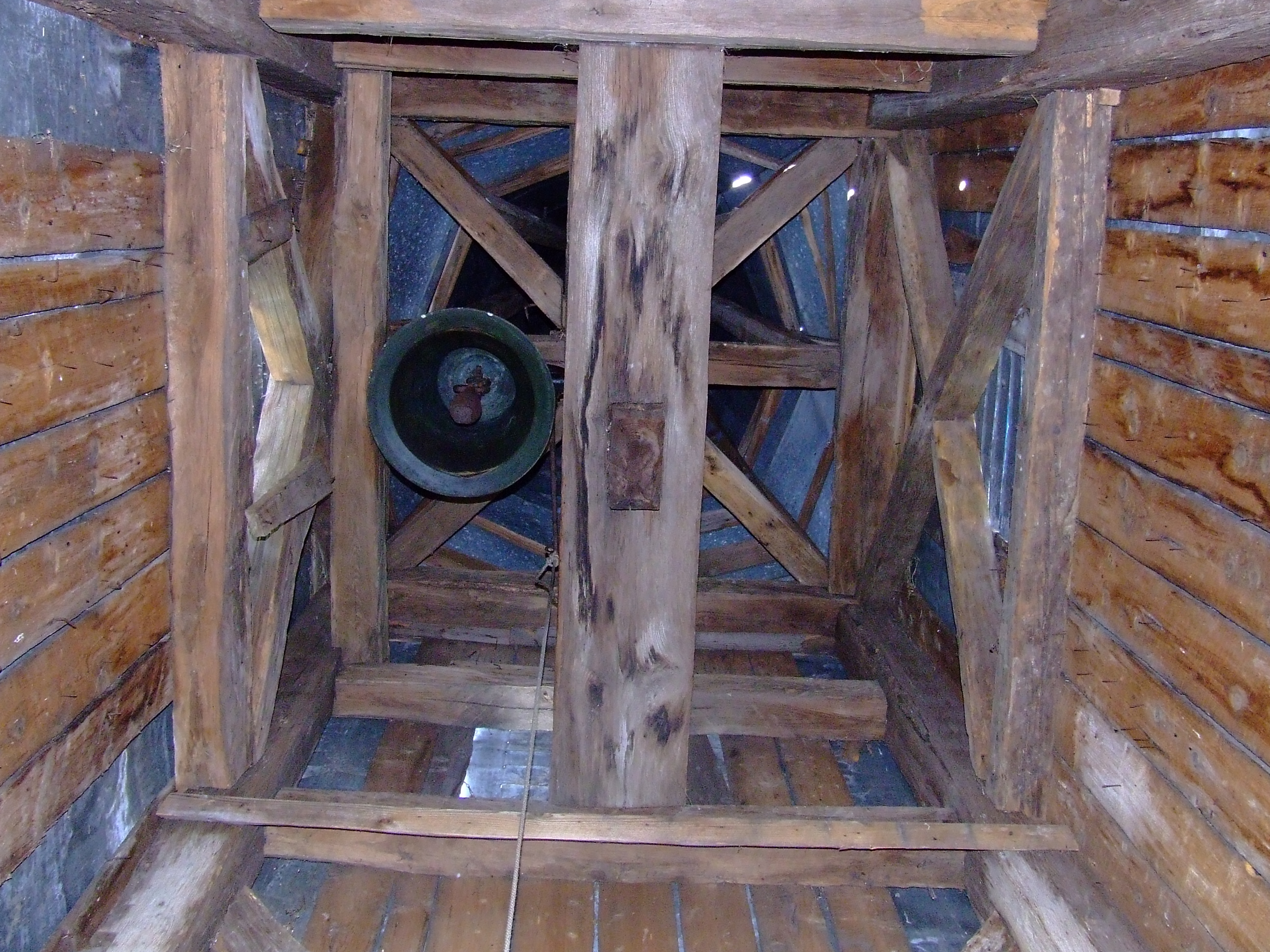
Clopotele
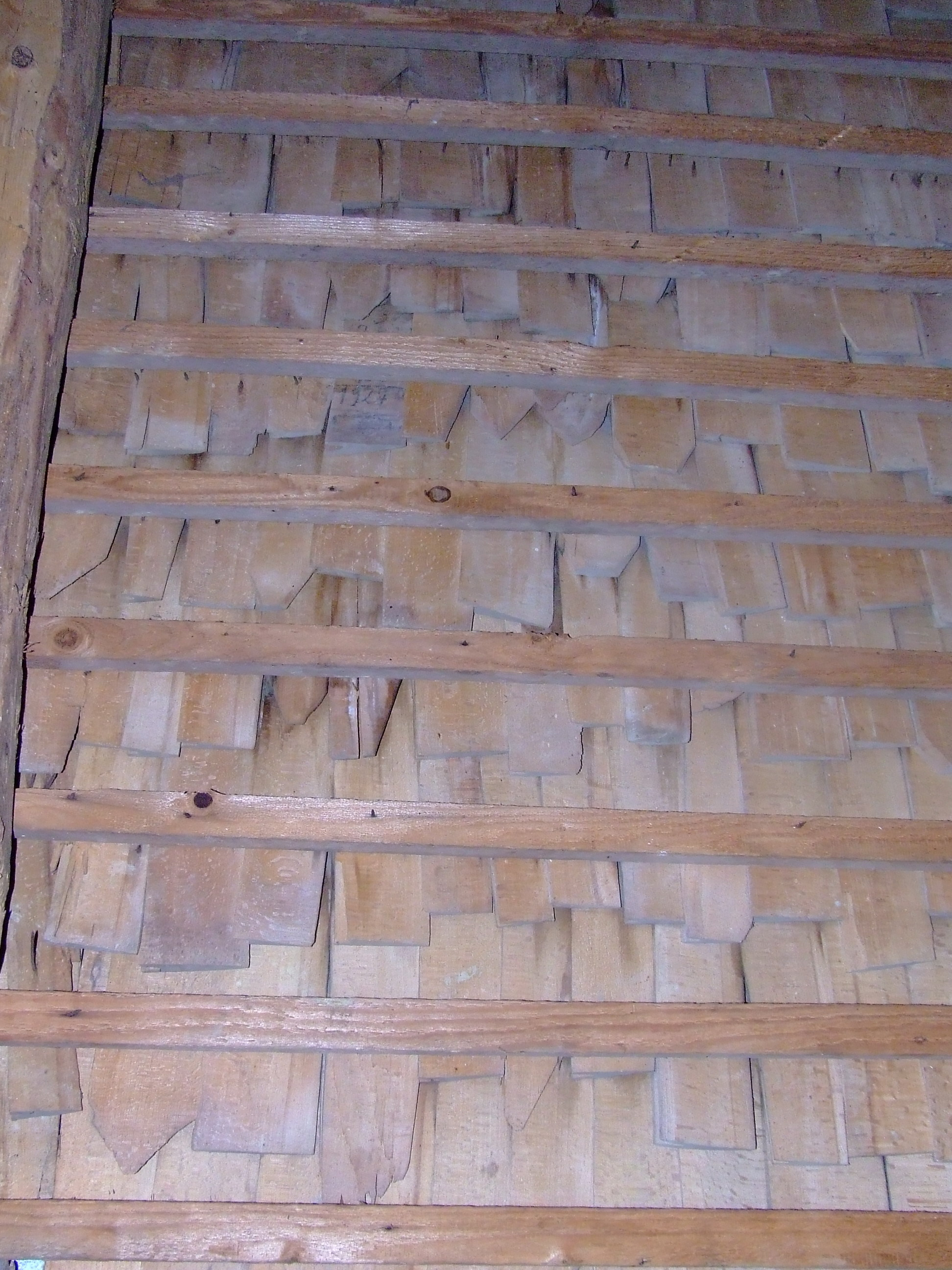
Şindrila de sub tabla acoperişului
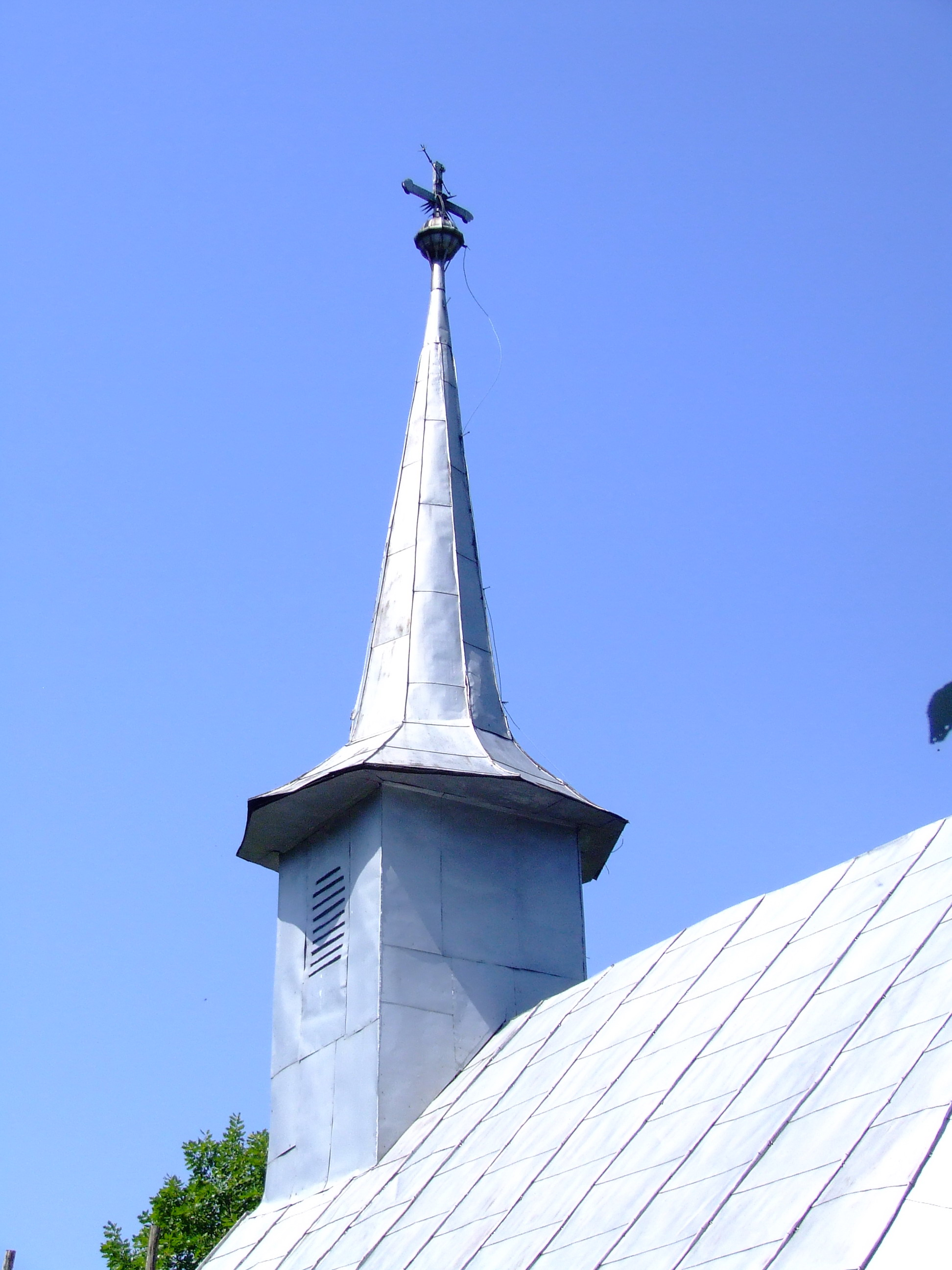
Turnul bisericii
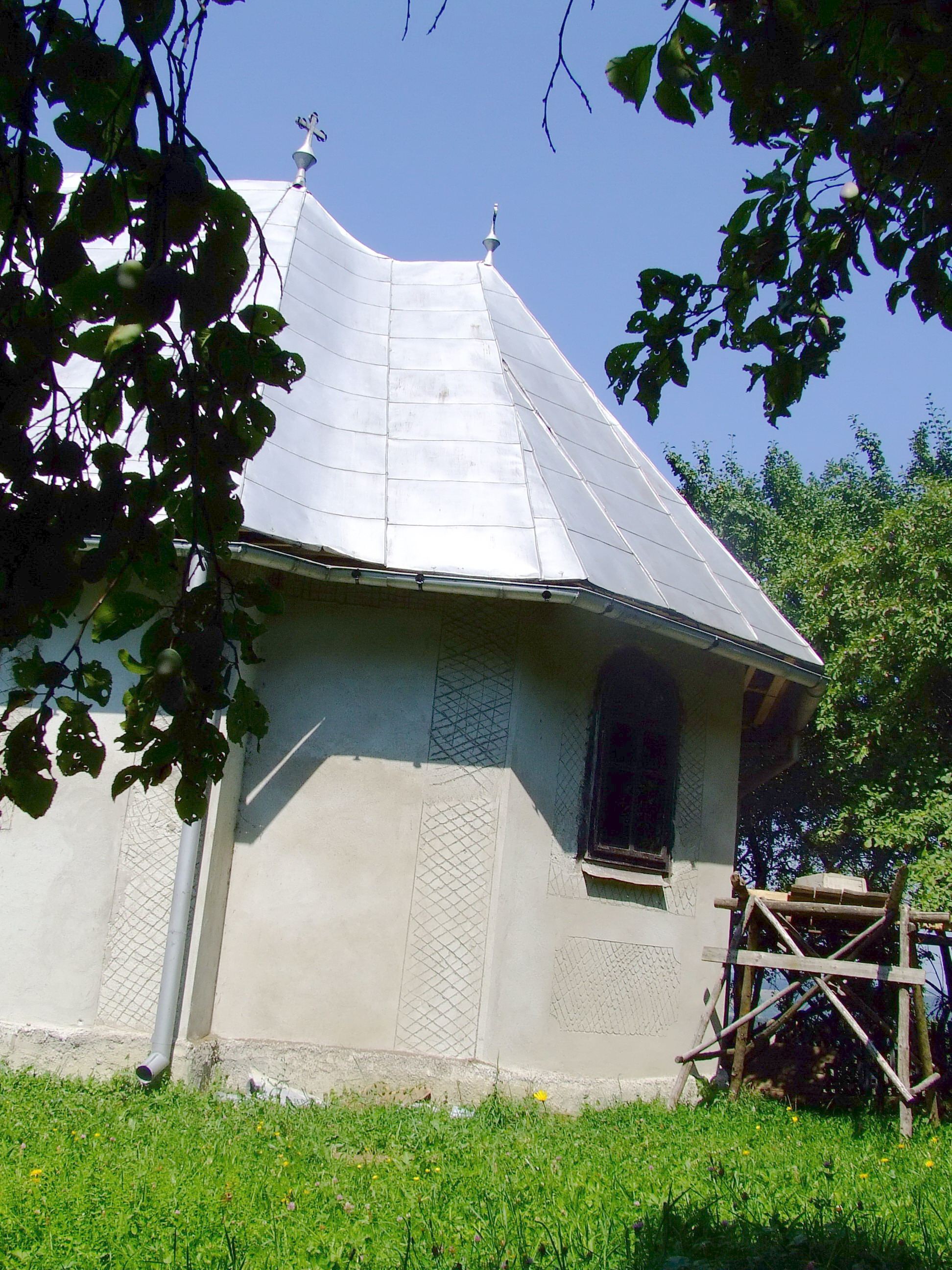
Absida altarului
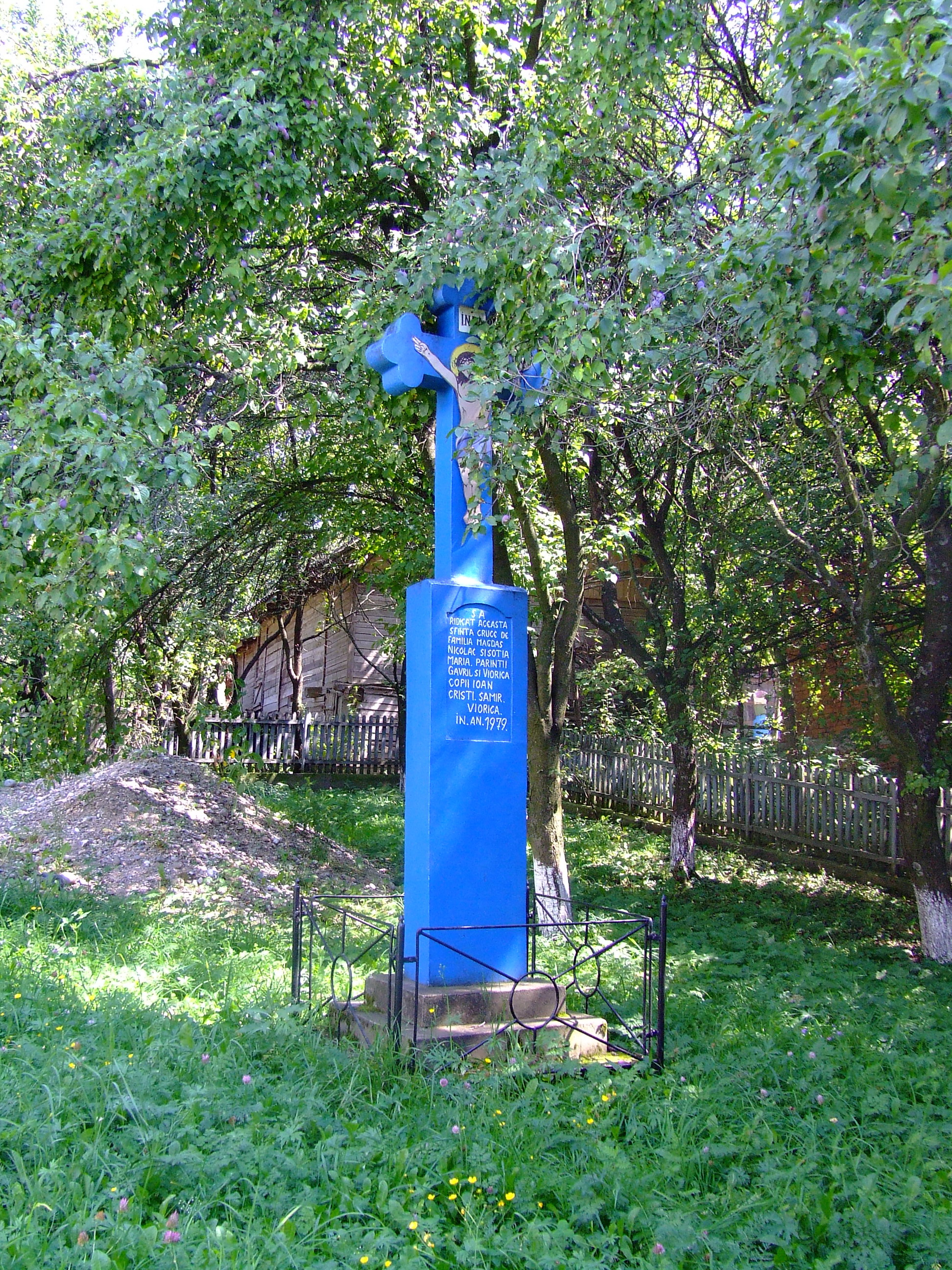
Troiţă
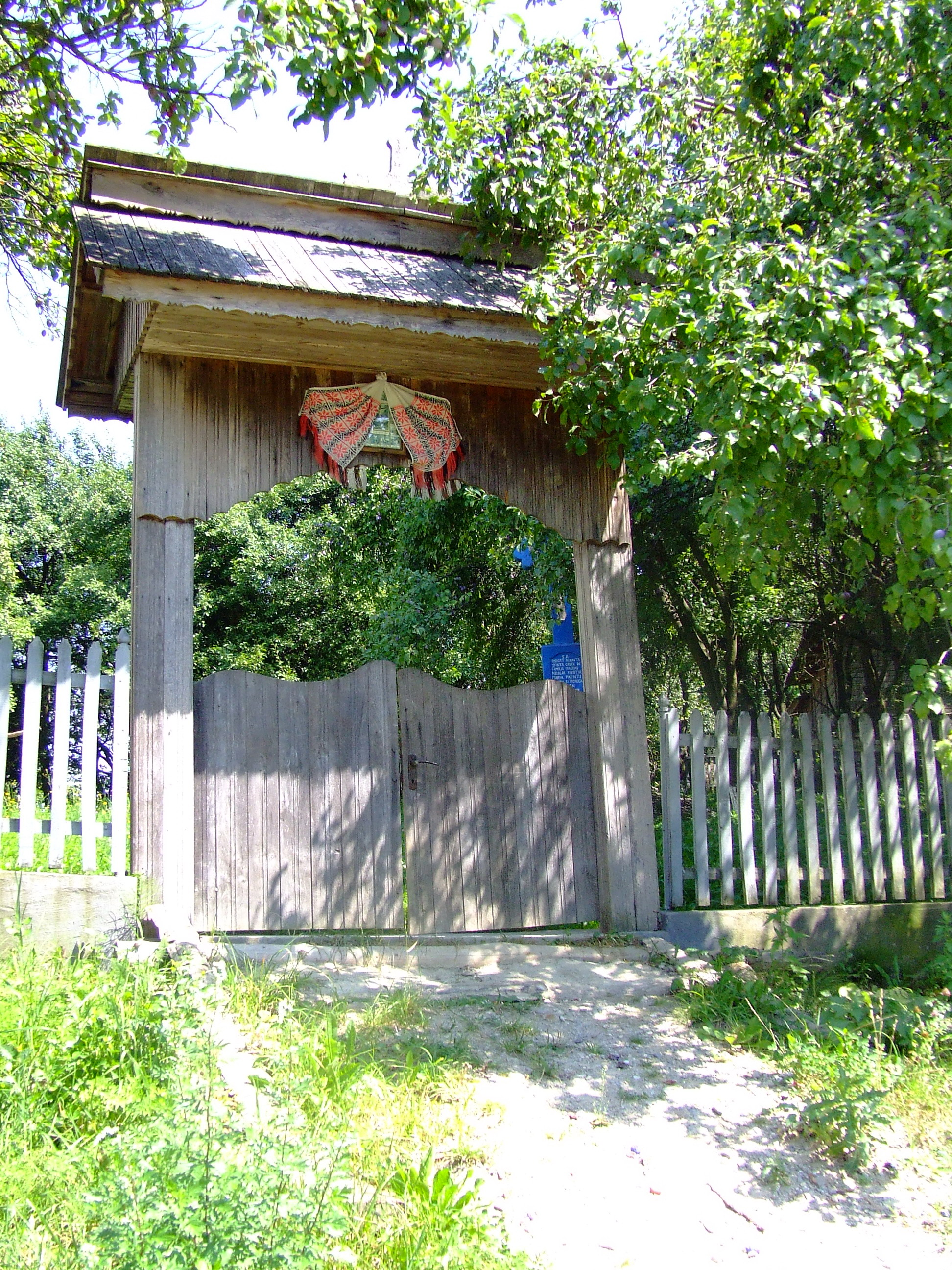
Poarta bisericii
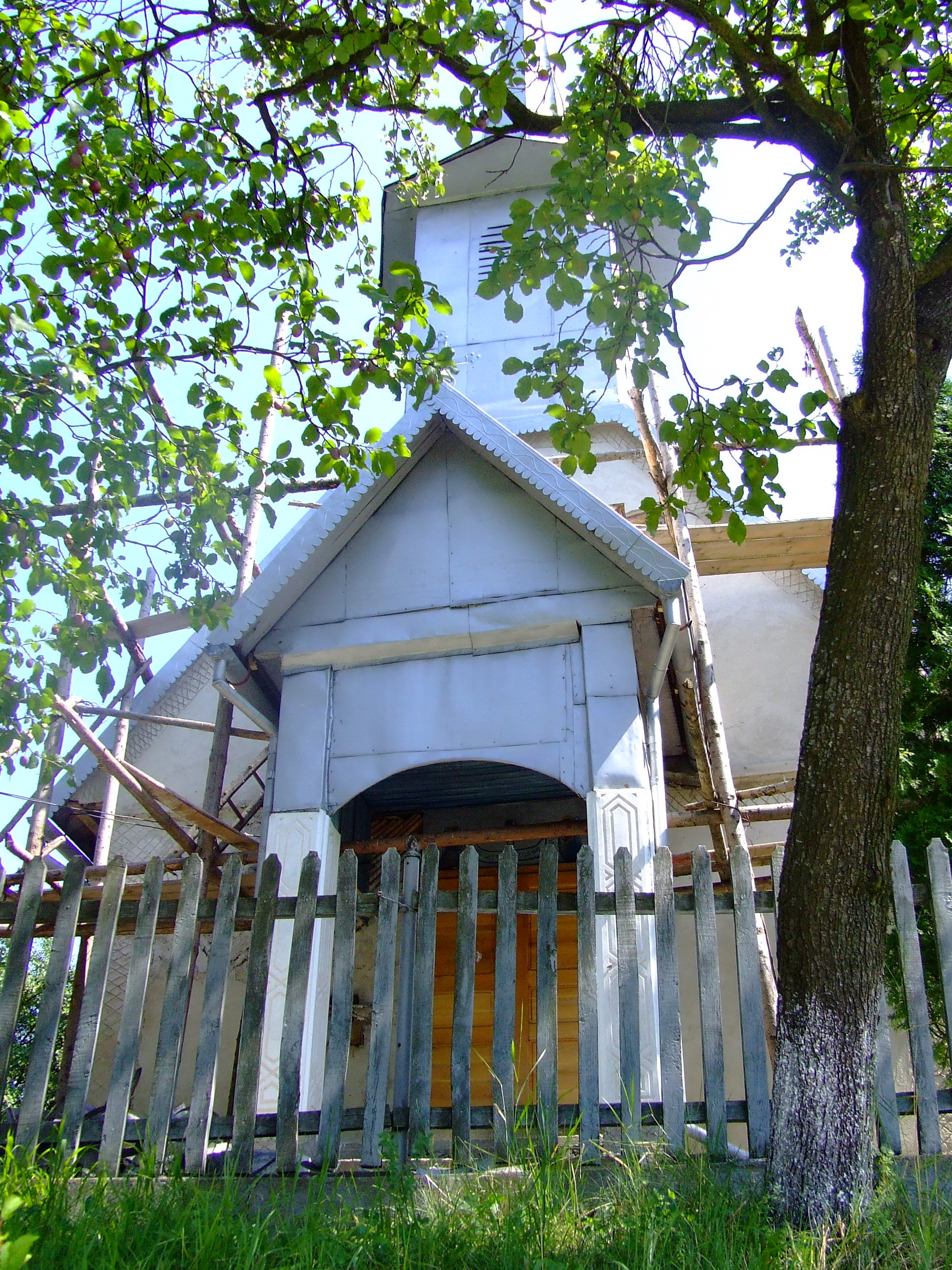
Intrarea în biserică